# 茱蒂雅·賈拉袞
茱蒂雅·賈拉袞 （羅馬化：Chutiya Jiarakul，2000年4月4日—），小名Prink，2020年烏汶叻差他尼小姐后冠（Miss Grand Ubon Ratchathani 2020），為泰國第8電視臺旗下前藝人。

## 個人簡歷

### 早期生活
Prink於2000年4月4日出生於泰國。2023年初於易三倉大學的傳播藝術學院取得學士學位畢業。

### 演藝經歷
Prink參與多項選美競賽出道，曾獲得2020年“烏汶叻差他尼小姐”桂冠（Miss Grand Ubon Ratchathani 2020），並入圍當年“泰國萬國小姐”的Top 10，以及"Miss Grand Rising Star 2020"季軍。之後參加了泰國第8電視台的演員徵選項目"Channel 8 New Gen Dek Project"並成功獲選成為旗下演員。
2022年，與7台男星那塔朋·萊亞翁合作首部電影《Immortal Species》。
2023年3月8日，參演的首部戲劇《怨恨情歌》首播。

### 個人生活
Prink為Thai General Aviations的學生機師。

## 影視作品

### 電影
| 上映年份 | 電影名稱             | 電影名稱 | 角色 | 備註 |
| 上映年份 | 譯名                 | 原文名   | 角色 | 備註 |
| 待公布   | 《Immortal Species》 |          |      | 主演 |

### 電視劇
| 首播年份 | 戲名         | 戲名   | 播放平台 | 角色 | 備註 |
| 首播年份 | 譯名         | 原文名 | 播放平台 | 角色 | 備註 |
| 2023年   | 《怨恨情歌》 |        | Thai Ch8 | Phen | 配角 |

## 獎項
| 首播年份 | 頒獎典禮                         | 獎項名稱 |
| 2020年   | Miss Grand Ubon Ratchathani 2020 | 后冠     |
| 2020年   | Miss Grand Thailand 2020         | Top 10   |
| 2020年   | Miss Grand Rising Star 2020      | 季軍     |

## 外部連結
- 茱蒂雅·賈拉袞的Instagram帳戶（泰文）
- 茱蒂雅·賈拉袞的Facebook專頁（泰文）
- 茱蒂雅·賈拉袞的Facebook專頁（泰文）